# Euro Beach Soccer League 2019
L'Euro Beach Soccer League 2019 è la 22ª edizione di questo torneo.
In questa stagione, le squadre concorrenti hanno continuato a prendere parte a due divisioni: la Divisione A e la Divisione B. Dodici squadre hanno continuato a giocare la divisione A e sono le stesse 12 della passata stagione, non essendoci state retrocessioni. La divisione B ha registrato un record di 16 nazioni: 14 nazioni che non hanno ottenuto la promozione della scorsa stagione, la Finlandia che ha fatto il suo debutto e i Paesi Bassi che sono tornati dopo un'assenza dalle competizioni negli ultimi anni.
A causa del calendario saturo del beach soccer internazionale del 2019 per le squadre europee, questa stagione è stata notevolmente ridotta rispetto al solito programma. In totale sono state programmate solo due stage di partite durante la stagione regolare. Ogni squadra della divisione A ha giocato in un solo stage (rispetto alle solite due) mentre ogni squadra della divisione B ha giocato in una sola fase. Ad ogni tappa le nazioni partecipanti hanno guadagnato punti per le classifiche generali.
Alla fine della stagione regolare, secondo le classifiche, le otto migliori squadre della Divisione A sono passate all'evento post-stagionale, la Superfinale, per competere per diventare i vincitori dell'EBSL di quest'anno. Nel frattempo, le prime sette squadre della divisione B (i quattro vincitori del gruppo e le tre migliori seconde) e la squadra classificata in fondo alla divisione A hanno giocato in un diverso evento post-stagione, i playoff/playout, per cercare di guadagnare un posto nella divisione A il prossimo anno.
L'Azerbaigian, la squadra della divisione A nella finale promozione, ha battuto il Kazakistan in finale, mantenendo così lo status di partecipante alla divisione A per la prossima stagione per il secondo anno consecutivo, nessuna nazione della divisione B ha guadagnato la promozione. L'Italia è stata la campionessa in carica ma è stata eliminata dalla contesa nella fase a gironi della Superfinale, finendo infine quarta nell'evento post-stagione. La partita conclusiva della Superfinale è stata disputata tra Russia e Portogallo, entrambi cercavano di ottenere il sesto titolo europeo. Il Portogallo, sulla sabbia di casa, ha vinto per 2 a 0 l'incontro ed il sesto titolo EBSL.

## Calendario
Il calendario seguente è stato rivelato il 18 marzo 2019.
Analogamente alle edizioni del 2008 e del 2015, il normale calendario di questa stagione è stato accorciato, a solo due tappe, al fine di accogliere gli eventi aggiuntivi che occupano spazio nel calendario internazionale, tra cui le squadre della Divisione A che competono in appena uno stadio ciascuno, rispetto ai soliti due stadi.
| Fase   | Data          | Paese                 | Città           | Stage                | Divisione | Divisione |
| ------ | ------------- | --------------------- | --------------- | -------------------- | --------- | --------- |
| Stage  | 5–7 luglio    | Portogallo (bandiera) | Nazaré          | Stage 1              | A         | B         |
| Stage  | 16–18 agosto  | Italia (bandiera)     | Catania         | Stage 2              | A         | B         |
| Finali | 5–8 settembre | Portogallo (bandiera) | Figueira da Foz | Superfinale          | A         |           |
| Finali | 5–8 settembre | Portogallo (bandiera) | Figueira da Foz | Spareggio promozione |           | B         |

## Stage 1
Tutte le partite si sono svolte presso l'Estádio do Viveiro a Praia de Nazaré (spiaggia di Nazaré), in tandem con l'Euro beach soccer cup 2019 femminile. L'area ha una capacità di 2.200.
Durante questo stage, la Georgia ha vinto le sue prime partite in assoluto nell'EBSL, nel frattempo la Spagna ha raggiunto un traguardo vincendo il titolo della sua 25ª tappa. Il portiere Valentin Jaeggy ha fatto la sua 300ª presenza con la Svizzera il giorno 3, segnato da una maglia commemorativa presentata sul campo da altri giocatori.

### Divisione A

#### Gruppo 1
| Pos | Team       | G | V | V+ | VP | P | GF | GS | GD | Pts |
| --- | ---------- | - | - | -- | -- | - | -- | -- | -- | --- |
| 1   | Portogallo | 3 | 2 | 1  | 0  | 0 | 14 | 9  | +5 | 8   |
| 2   | Ucraina    | 3 | 2 | 0  | 0  | 1 | 9  | 8  | +1 | 6   |
| 3   | Svizzera   | 3 | 0 | 1  | 0  | 2 | 19 | 21 | –2 | 2   |
| 4   | Polonia    | 3 | 0 | 0  | 0  | 3 | 7  | 11 | –4 | 0   |

| Squadra 1  | Risultato          | Squadra 2 |
| ---------- | ------------------ | --------- |
| Ucraina    | 7-5 Report(ru)     | Svizzera  |
| Portogallo | 3-1 Report(ru)     | Polonia   |
| Svizzera   | 7-6 dts Report(ru) | Polonia   |
| Portogallo | 3-1 Report(ru)     | Ucraina   |
| Ucraina    | 1-0 Report(ru)     | Polonia   |
| Portogallo | 8-7 dts Report(ru) | Svizzera  |

#### Gruppo 2
| Pos | Team        | G | V | V+ | VP | P | GF | GS | GD  | Pts |
| --- | ----------- | - | - | -- | -- | - | -- | -- | --- | --- |
| 1   | Spagna      | 3 | 3 | 0  | 0  | 0 | 14 | 3  | +11 | 9   |
| 2   | Russia      | 3 | 1 | 0  | 1  | 1 | 9  | 7  | +2  | 4   |
| 3   | Turchia     | 3 | 1 | 0  | 0  | 2 | 10 | 13 | –3  | 3   |
| 4   | Azerbaigian | 3 | 0 | 0  | 0  | 3 | 5  | 15 | –10 | 0   |

| Squadra 1 | Risultato                | Squadra 2   |
| --------- | ------------------------ | ----------- |
| Russia    | 3-3 (3-2 dcr) Report(ru) | Azerbaigian |
| Spagna    | 6-2 Report(ru)           | Turchia     |
| Russia    | 5-2 Report(ru)           | Turchia     |
| Spagna    | 6-0 Report(ru)           | Azerbaigian |
| Turchia   | 6-2 Report(ru)           | Azerbaigian |
| Spagna    | 2-1 Report(ru)           | Russia      |

### Divisione B
| Pos | Team      | G | V | V+ | VP | P | GF | GS | GD | Pts |
| --- | --------- | - | - | -- | -- | - | -- | -- | -- | --- |
| 1   | Georgia   | 3 | 2 | 0  | 0  | 1 | 12 | 10 | +2 | 6   |
| 2   | Bulgaria  | 3 | 2 | 0  | 0  | 1 | 12 | 8  | +4 | 6   |
| 3   | Norvegia  | 3 | 1 | 0  | 0  | 2 | 8  | 12 | –4 | 3   |
| 4   | Danimarca | 3 | 1 | 0  | 0  | 2 | 8  | 10 | –2 | 3   |

| Squadra 1 | Risultato      | Squadra 2 |
| --------- | -------------- | --------- |
| Norvegia  | 4-1 Report(ru) | Danimarca |
| Georgia   | 4-3 Report(ru) | Bulgaria  |
| Georgia   | 6-3 Report(ru) | Norvegia  |
| Bulgaria  | 4-3 Report(ru) | Danimarca |
| Danimarca | 4-2 Report(ru) | Georgia   |
| Bulgaria  | 5-1 Report(ru) | Norvegia  |

### Riconoscimenti
Di seguito i premi assegnati dopo la conclusione delle partite dell'ultimo giorno. I premi individuali si applicano solo alla divisione A.
| Vincitori dello stage | Vincitori dello stage |                 | Miglior marcatore | Miglior marcatore | Miglior giocatore | Miglior portiere |
| --------------------- | --------------------- | --------------- | ----------------- | ----------------- | ----------------- | ---------------- |
| Spagna (Divisione A)  | Georgia (Divisione B) | Dejan Stankovic | 8 goals           | Jordan Santos     | Dona              |                  |

## Stage 2
Tutte le partite si sono svolte presso l'Arena Beach Stadium nella sezione "Spiaggia libera numero 1" sulla spiaggia di Catania, con una capacità di circa 2.000 spettatori.
La Finlandia ha fatto il suo debutto in EBSL durante questa fase.

### Divisione A
| Pos | Team        | G | V | V+ | VP | P | GF | GS | GD | Pts |
| --- | ----------- | - | - | -- | -- | - | -- | -- | -- | --- |
| 1   | Italia      | 3 | 2 | 0  | 1  | 0 | 13 | 9  | +4 | 7   |
| 2   | Bielorussia | 3 | 2 | 0  | 0  | 1 | 9  | 5  | +4 | 6   |
| 3   | Germania    | 3 | 0 | 0  | 1  | 2 | 13 | 15 | –2 | 1   |
| 4   | Francia     | 3 | 0 | 0  | 0  | 3 | 11 | 17 | –6 | 0   |

| Squadra 1   | Risultato                | Squadra 2   |
| ----------- | ------------------------ | ----------- |
| Bielorussia | 4-1 Report(ru)           | Francia     |
| Italia      | 5-4 Report(ru)           | Germania    |
| Bielorussia | 3-2 Report(ru)           | Germania    |
| Italia      | 6-3 Report(ru)           | Francia     |
| Germania    | 7-7 (5-4 dcr) Report(ru) | Francia     |
| Italia      | 2-2 (3-2 dcr) Report(ru) | Bielorussia |

### Divisione B

#### Gruppo 1
| Pos | Team      | G | V | V+ | VP | P | GF | GS | GD | Pts |
| --- | --------- | - | - | -- | -- | - | -- | -- | -- | --- |
| 1   | Grecia    | 3 | 3 | 0  | 0  | 0 | 11 | 5  | +6 | 9   |
| 2   | Romania   | 3 | 2 | 0  | 0  | 1 | 12 | 7  | +5 | 6   |
| 3   | Finlandia | 3 | 1 | 0  | 0  | 2 | 10 | 12 | -2 | 3   |
| 4   | Serbia    | 3 | 0 | 0  | 0  | 3 | 0  | 9  | –9 | 0   |

| Squadra 1 | Risultato       | Squadra 2 |
| --------- | --------------- | --------- |
| Grecia    | 3-0* Report(ru) | Serbia    |
| Romania   | 7-4 Report(ru)  | Finlandia |
| Finlandia | 3-0* Report(ru) | Serbia    |
| Grecia    | 3-2 Report(ru)  | Romania   |
| Grecia    | 5-3 Report(ru)  | Finlandia |
| Romania   | 3-0* Report(ru) | Serbia    |

- A tavolino

#### Gruppo 2
| Pos | Team        | G | V | V+ | VP | P | GF | GS | GD | Pts |
| --- | ----------- | - | - | -- | -- | - | -- | -- | -- | --- |
| 1   | Rep. Ceca   | 3 | 2 | 0  | 1  | 0 | 11 | 8  | +3 | 7   |
| 2   | Kazakistan  | 3 | 2 | 0  | 0  | 1 | 14 | 10 | +4 | 6   |
| 3   | Inghilterra | 3 | 1 | 0  | 0  | 2 | 8  | 12 | –4 | 3   |
| 4   | Paesi Bassi | 3 | 0 | 0  | 0  | 3 | 13 | 16 | –3 | 0   |

| Squadra 1   | Risultato                | Squadra 2   |
| ----------- | ------------------------ | ----------- |
| Rep. Ceca   | 3-1 Report(ru)           | Inghilterra |
| Kazakistan  | 6-5 Report(ru)           | Paesi Bassi |
| Inghilterra | 5-4 Report(ru)           | Paesi Bassi |
| Rep. Ceca   | 3-3 (3-1 dcr) Report(ru) | Kazakistan  |
| Rep. Ceca   | 5-4 Report(ru)           | Paesi Bassi |
| Kazakistan  | 5-2 Report(ru)           | Inghilterra |

#### Gruppo 3
| Pos | Team     | G | V | V+ | VP | P | GF | GS | GD | Pts |
| --- | -------- | - | - | -- | -- | - | -- | -- | -- | --- |
| 1   | Ungheria | 3 | 2 | 1  | 0  | 0 | 14 | 8  | +6 | 8   |
| 2   | Estonia  | 3 | 2 | 0  | 0  | 1 | 17 | 14 | +3 | 6   |
| 3   | Lituania | 3 | 1 | 0  | 0  | 2 | 13 | 12 | +1 | 3   |
| 4   | Moldavia | 3 | 0 | 0  | 0  | 3 | 3  | 6  | –3 | 0   |

| Squadra 1 | Risultato          | Squadra 2 |
| --------- | ------------------ | --------- |
| Estonia   | 6-5 Report(ru)     | Moldavia  |
| Ungheria  | 5-3 Report(ru)     | Lituania  |
| Lituania  | 6-0 Report(ru)     | Moldavia  |
| Ungheria  | 5-4 dts Report(ru) | Estonia   |
| Estonia   | 7-4 Report(ru)     | Lituania  |
| Ungheria  | 4-1 Report(ru)     | Moldavia  |

### Riconoscimenti
Di seguito i premi assegnati dopo la conclusione delle partite dell'ultimo giorno. I premi individuali si applicano solo alla divisione A.
| Vincitori dello stage | Vincitori dello stage |             | Miglior marcatore | Miglior marcatore | Miglior giocatore | Miglior portiere |
| --------------------- | --------------------- | ----------- | ----------------- | ----------------- | ----------------- | ---------------- |
| Italia (Divisione A)  | Grecia (Divisione B)  | Sven Körner | 6 goals           | Paolo Palmaccia   | Valery Makarevich |                  |

## Classifica generale
Criteri di classifica e spareggio: Divisione A - 1. Punti guadagnati 2. Differenza reti 3. Gol segnati | Divisione B - 1. Collocazione di gruppo più alta 2. Punti guadagnati 3. Differenza reti 4. Gol segnati 5. Risultati contro il 4 ° posto

### Divisione A
| Pos | Team        | G | V | V+ | VP | P | GF | GS | GD  | Pts | Qualificazione       |
| --- | ----------- | - | - | -- | -- | - | -- | -- | --- | --- | -------------------- |
| 1   | Spagna      | 3 | 3 | 0  | 0  | 0 | 14 | 3  | +11 | 9   | Finale               |
| 2   | Portogallo  | 3 | 2 | 1  | 0  | 0 | 14 | 9  | +5  | 8   | Finale               |
| 3   | Italia      | 3 | 2 | 0  | 1  | 0 | 13 | 9  | +4  | 7   | Finale               |
| 4   | Bielorussia | 3 | 2 | 0  | 0  | 1 | 9  | 5  | +4  | 6   | Finale               |
| 5   | Ucraina     | 3 | 2 | 0  | 0  | 1 | 9  | 8  | +1  | 6   | Finale               |
| 6   | Russia      | 3 | 1 | 0  | 1  | 1 | 9  | 7  | +2  | 4   | Finale               |
| 7   | Turchia     | 3 | 1 | 0  | 0  | 2 | 10 | 13 | –3  | 3   | Finale               |
| 8   | Svizzera    | 3 | 0 | 1  | 0  | 2 | 19 | 21 | –2  | 2   | Finale               |
| 9   | Germania    | 3 | 0 | 0  | 1  | 2 | 13 | 15 | –2  | 1   |                      |
| 10  | Polonia     | 3 | 0 | 0  | 0  | 3 | 7  | 11 | –4  | 0   |                      |
| 11  | Francia     | 3 | 0 | 0  | 0  | 3 | 11 | 17 | –6  | 0   |                      |
| 12  | Azerbaigian | 3 | 0 | 0  | 0  | 3 | 5  | 15 | –10 | 0'  | Spareggio promozione |

### Division B
| Pos | Team           | G | V | V+ | VP | P | GF | GS | GD  | Pts | Qualificazione    |
| --- | -------------- | - | - | -- | -- | - | -- | -- | --- | --- | ----------------- |
| 1   | Grecia (Q)     | 3 | 3 | 0  | 0  | 0 | 11 | 5  | +6  | 9   | Finali promozione |
| 2   | Ungheria (Q)   | 3 | 2 | 1  | 0  | 0 | 14 | 8  | +6  | 8   | Finali promozione |
| 3   | Rep. Ceca (Q)  | 3 | 2 | 0  | 1  | 0 | 11 | 8  | +3  | 7   | Finali promozione |
| 4   | Georgia (Q)    | 3 | 2 | 0  | 0  | 1 | 12 | 10 | +2  | 6   | Finali promozione |
| 5   | Romania (q)    | 3 | 2 | 0  | 0  | 1 | 12 | 7  | +5  | 6   | Finali promozione |
| 6   | Kazakistan (q) | 3 | 2 | 0  | 0  | 1 | 14 | 10 | +4  | 6   | Finali promozione |
| 7   | Bulgaria (q)   | 3 | 2 | 0  | 0  | 1 | 12 | 8  | +4  | 6   | Finali promozione |
| 8   | Estonia        | 3 | 2 | 0  | 0  | 1 | 17 | 14 | +3  | 6   |                   |
| 9   | Lituania       | 3 | 1 | 0  | 0  | 2 | 13 | 12 | +1  | 3   |                   |
| 10  | Finlandia      | 3 | 1 | 0  | 0  | 2 | 10 | 12 | –2  | 3   |                   |
| 11  | Norvegia       | 3 | 1 | 0  | 0  | 2 | 8  | 12 | –4  | 3   |                   |
| 12  | Inghilterra    | 3 | 1 | 0  | 0  | 2 | 8  | 12 | –4  | 3   |                   |
| 13  | Danimarca      | 3 | 1 | 0  | 0  | 2 | 8  | 10 | –2  | 3   |                   |
| 14  | Paesi Bassi    | 3 | 0 | 0  | 0  | 3 | 13 | 16 | –3  | 0   |                   |
| 15  | Serbia         | 3 | 0 | 0  | 0  | 3 | 0  | 9  | –9  | 0   |                   |
| 16  | Moldavia       | 3 | 0 | 0  | 0  | 3 | 6  | 16 | –10 | 0   |                   |

(Q) - Qualificato alla finale promozione come vincitore di uno stage
(q) - Qualificato alla finale promozione come miglior secondo classificato di uno stage

## Finali promozione
Tutte le partite si sono svolte in uno stadio appositamente costruito, costruito tra il 12 agosto e il 3 settembre presso il Beach Sports Complex a Praia de Buarcos, con una capacità di 2.500 posti.
Le prime sette squadre della divisione B e il fondo squadra della divisione A, secondo la fine delle classifiche della stagione, hanno giocato nella finale della promozione; il vincitore ha guadagnato un posto nella divisione A nella stagione 2020.

### Squadre qualificate
- Grecia
- Ungheria
- Rep. Ceca
- Georgia
- Romania
- Kazakistan
- Bulgaria   Estonia1
- Azerbaigian

1. La Bulgaria si è ritirata a causa di problemi amministrativi il 2 settembre; sono stati sostituiti dalla migliore squadra successiva nella classifica della Divisione B, l'Estonia.

### Gruppo 1
| Pos | Team        | G | V | V+ | VP | P | GF | GS | GD | Pts |
| --- | ----------- | - | - | -- | -- | - | -- | -- | -- | --- |
| 1   | Azerbaigian | 3 | 2 | 0  | 0  | 1 | 11 | 6  | +5 | 6   |
| 2   | Romania     | 3 | 2 | 0  | 0  | 1 | 8  | 5  | +3 | 6   |
| 3   | Rep. Ceca   | 3 | 1 | 0  | 0  | 2 | 10 | 15 | –5 | 3   |
| 4   | Estonia     | 3 | 0 | 1  | 0  | 2 | 12 | 14 | –2 | 2   |

| Squadra 1   | Risultato          | Squadra 2   |
| ----------- | ------------------ | ----------- |
| Romania     | 4-2 Report(ru)     | Rep. Ceca   |
| Estonia     | 4-3 dts Report(ru) | Azerbaigian |
| Rep. Ceca   | 7-5 Report(ru)     | Estonia     |
| Azerbaigian | 2-1 Report(ru)     | Romania     |
| Romania     | 4-3 Report(ru)     | Estonia     |
| Azerbaigian | 6-1 Report(ru)     | Rep. Ceca   |

### Gruppo 2
| Pos | Team       | G | V | V+ | VP | P | GF | GS | GD  | Pts |
| --- | ---------- | - | - | -- | -- | - | -- | -- | --- | --- |
| 1   | Kazakistan | 3 | 2 | 0  | 0  | 1 | 18 | 13 | +5  | 6   |
| 2   | Grecia     | 3 | 2 | 0  | 0  | 1 | 14 | 9  | +5  | 6   |
| 3   | Ungheria   | 3 | 2 | 0  | 0  | 1 | 12 | 12 | 0   | 6   |
| 4   | Georgia    | 3 | 0 | 0  | 0  | 3 | 8  | 18 | –10 | 0   |

| Squadra 1  | Risultato      | Squadra 2  |
| ---------- | -------------- | ---------- |
| Ungheria   | 5-1 Report(ru) | Georgia    |
| Grecia     | 5-3 Report(ru) | Kazakistan |
| Kazakistan | 9-4 Report(ru) | Ungheria   |
| Grecia     | 7-3 Report(ru) | Georgia    |
| Kazakistan | 6-4 Report(ru) | Georgia    |
| Ungheria   | 3-2 Report(ru) | Grecia     |

### Play-off

#### Finale 7º posto
| Squadra 1 | Risultato      | Squadra 2 |
| --------- | -------------- | --------- |
| Estonia   | 7-1 Report(ru) | Georgia   |

#### Finale 5º posto
| Squadra 1 | Risultato      | Squadra 2 |
| --------- | -------------- | --------- |
| Ungheria  | 4-2 Report(ru) | Rep. Ceca |

#### Finale 3º posto
| Squadra 1 | Risultato                | Squadra 2 |
| --------- | ------------------------ | --------- |
| Romania   | 2-2 (2-0 dcr) Report(ru) | Grecia    |

#### Finale
| Squadra 1   | Risultato      | Squadra 2  |
| ----------- | -------------- | ---------- |
| Azerbaigian | 2-1 Report(ru) | Kazakistan |

### Classifica
L'Azerbaigian ha vinto l'evento per mantenere con successo lo status di membro della Divisione A per la stagione EBSL 2020; questa è stata la prima volta da quando è stata introdotta la finale di promozione nel 2009 che la squadra della divisione A in difesa ha vinto l'evento in più stagioni consecutive (a seguito della vittoria della Germania nel 2018).
Di conseguenza, nessuna squadra della Divisione B ha ottenuto la promozione nella massima divisione e nessuna squadra della Divisione A è stata retrocessa quest'anno.
| Pos | Squadra     | Risultato            |
| --- | ----------- | -------------------- |
| 1   | Azerbaigian | Resta in Divisione A |
| 2   | Kazakistan  | Resta in Divisione B |
| 3   | Romania     | Resta in Divisione B |
| 4   | Grecia      | Resta in Divisione B |
| 5   | Ungheria    | Resta in Divisione B |
| 6   | Rep. Ceca   | Resta in Divisione B |
| 7   | Estonia     | Resta in Divisione B |
| 8   | Georgia     | Resta in Divisione B |

## Superfinale
Tutte le partite si sono svolte in uno stadio appositamente costruito, costruito tra il 12 agosto e il 3 settembre presso il Beach Sports Complex a Praia de Buarcos, con una capacità di 2.500 persone.
I vincitori della Superfinale sono incoronati campioni EBSL 2019. Nessuna squadra ha fatto il suo debutto in Superfinale; tuttavia, la Turchia ha fatto la sua prima apparizione dopo 17 anni.

### Squadre qualificate
Le otto migliori squadre della divisione A, come alla fine della classifica della stagione regolare, si sono qualificate per la Superfinale.
- Spagna
- Italia
- Portogallo
- Russia
- Ucraina
- Bielorussia
- Turchia
- Svizzera

### Gruppo 1
| Pos | Team        | G | V | V+ | VP | P | GF | GS | GD | Pts |
| --- | ----------- | - | - | -- | -- | - | -- | -- | -- | --- |
| 1   | Russia      | 3 | 2 | 0  | 0  | 1 | 16 | 11 | +5 | 6   |
| 2   | Spagna      | 3 | 2 | 0  | 0  | 1 | 18 | 17 | +1 | 6   |
| 3   | Bielorussia | 3 | 1 | 0  | 1  | 1 | 12 | 12 | 0  | 4   |
| 4   | Svizzera    | 3 | 0 | 0  | 0  | 3 | 14 | 20 | –6 | 0   |

| Squadra 1   | Risultato               | Squadra 2   |
| ----------- | ----------------------- | ----------- |
| Bielorussia | 4-4 (2-1 dcr Report(ru) | Russia      |
| Spagna      | 9-8 Report(ru)          | Svizzera    |
| Bielorussia | 6-5 Report(ru)          | Svizzera    |
| Russia      | 7-6 Report(ru)          | Spagna      |
| Russia      | 5-1 Report(ru)          | Svizzera    |
| Spagna      | 3-2 Report(ru)          | Bielorussia |

### Gruppo 2
| Pos | Team       | G | V | V+ | VP | P | GF | GS | GD | Pts |
| --- | ---------- | - | - | -- | -- | - | -- | -- | -- | --- |
| 1   | Portogallo | 3 | 3 | 0  | 0  | 0 | 20 | 12 | +8 | 9   |
| 2   | Italia     | 3 | 2 | 0  | 0  | 1 | 18 | 14 | +4 | 6   |
| 3   | Turchia    | 3 | 0 | 0  | 1  | 2 | 13 | 22 | –9 | 1   |
| 4   | Ucraina    | 3 | 0 | 0  | 0  | 3 | 11 | 14 | –3 | 0   |

| Squadra 1  | Risultato                | Squadra 2 |
| ---------- | ------------------------ | --------- |
| Italia     | 5-4 Report(ru)           | Ucraina   |
| Portogallo | 9-5 Report(ru)           | Turchia   |
| Italia     | 7-2 Report(ru)           | Turchia   |
| Portogallo | 3-1 Report(ru)           | Ucraina   |
| Turchia    | 6-6 (3-1 dcr) Report(ru) | Ucraina   |
| Portogallo | 8-6 Report(ru)           | Italia    |

### Play-off

#### Finale 7º posto
| Squadra 1 | Risultato      | Squadra 2 |
| --------- | -------------- | --------- |
| Ucraina   | 9-7 Report(ru) | Svizzera  |

#### Finale 5º posto
| Squadra 1   | Risultato      | Squadra 2 |
| ----------- | -------------- | --------- |
| Bielorussia | 5-4 Report(ru) | Turchia   |

#### Finale 3º posto
| Squadra 1 | Risultato      | Squadra 2 |
| --------- | -------------- | --------- |
| Spagna    | 4-1 Report(ru) | Italia    |

#### Finale
| Squadra 1  | Risultato      | Squadra 2 |
| ---------- | -------------- | --------- |
| Portogallo | 4-2 Report(ru) | Russia    |

### Premi finale
I premi sono relativi alla sola fase finale.
| Cannoniere                 |
| -------------------------- |
| Emmanuele Zurlo Cem Keskin |
| 8 goals                    |
| Miglior giocatore          |
| Jordan Santos              |
| Miglior portiere           |
| Maxim Chuzhkov             |

## Classifica finale
| Pos | Team        |
| --- | ----------- |
| 1   | Portogallo  |
| 2   | Russia      |
| 3   | Spagna      |
| 4   | Italia      |
| 5   | Bielorussia |
| 6   | Turchia     |
| 7   | Ucraina     |
| 8   | Svizzera    |